# Ekonomika Singapuru

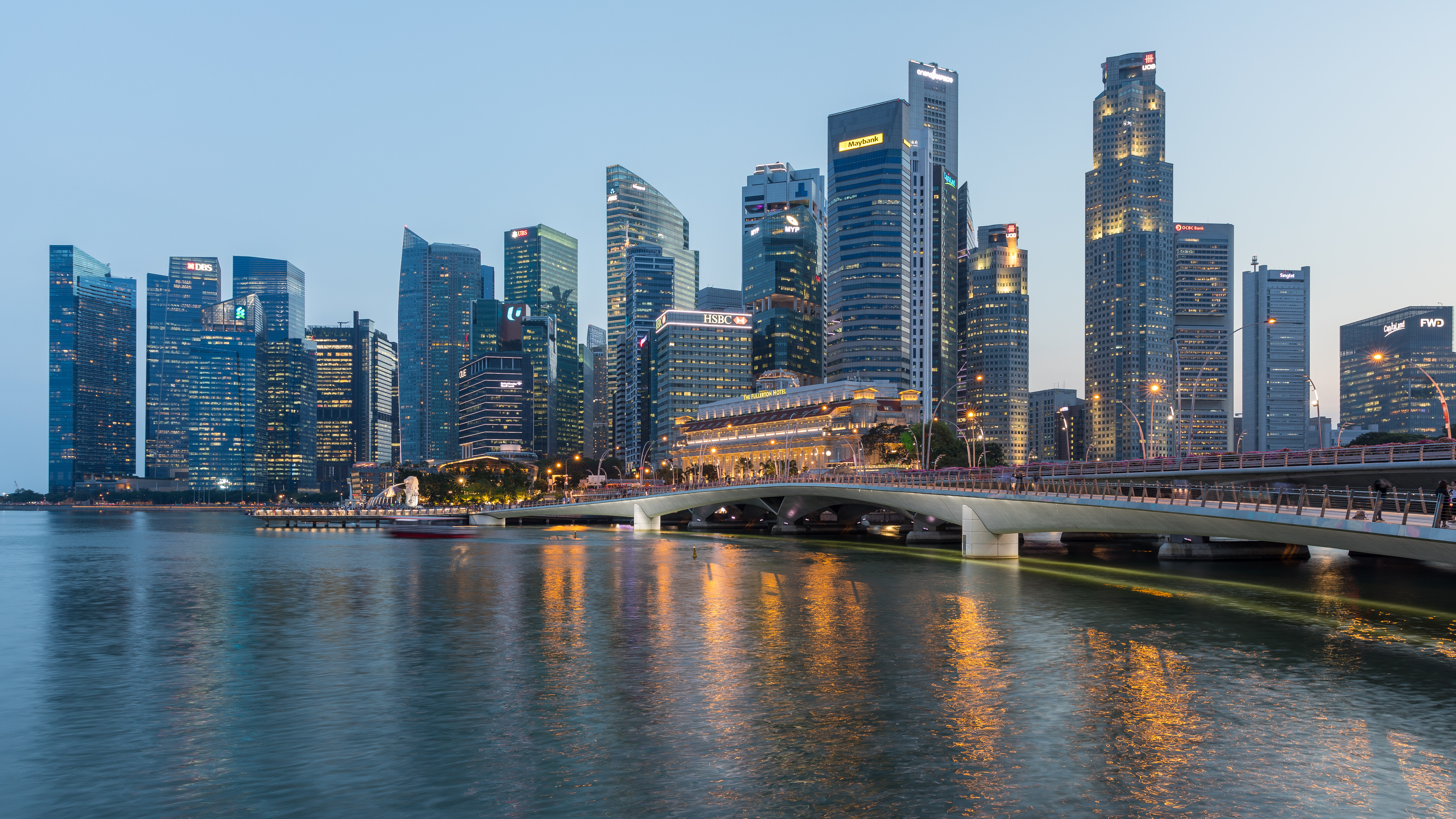
Obchodní část města

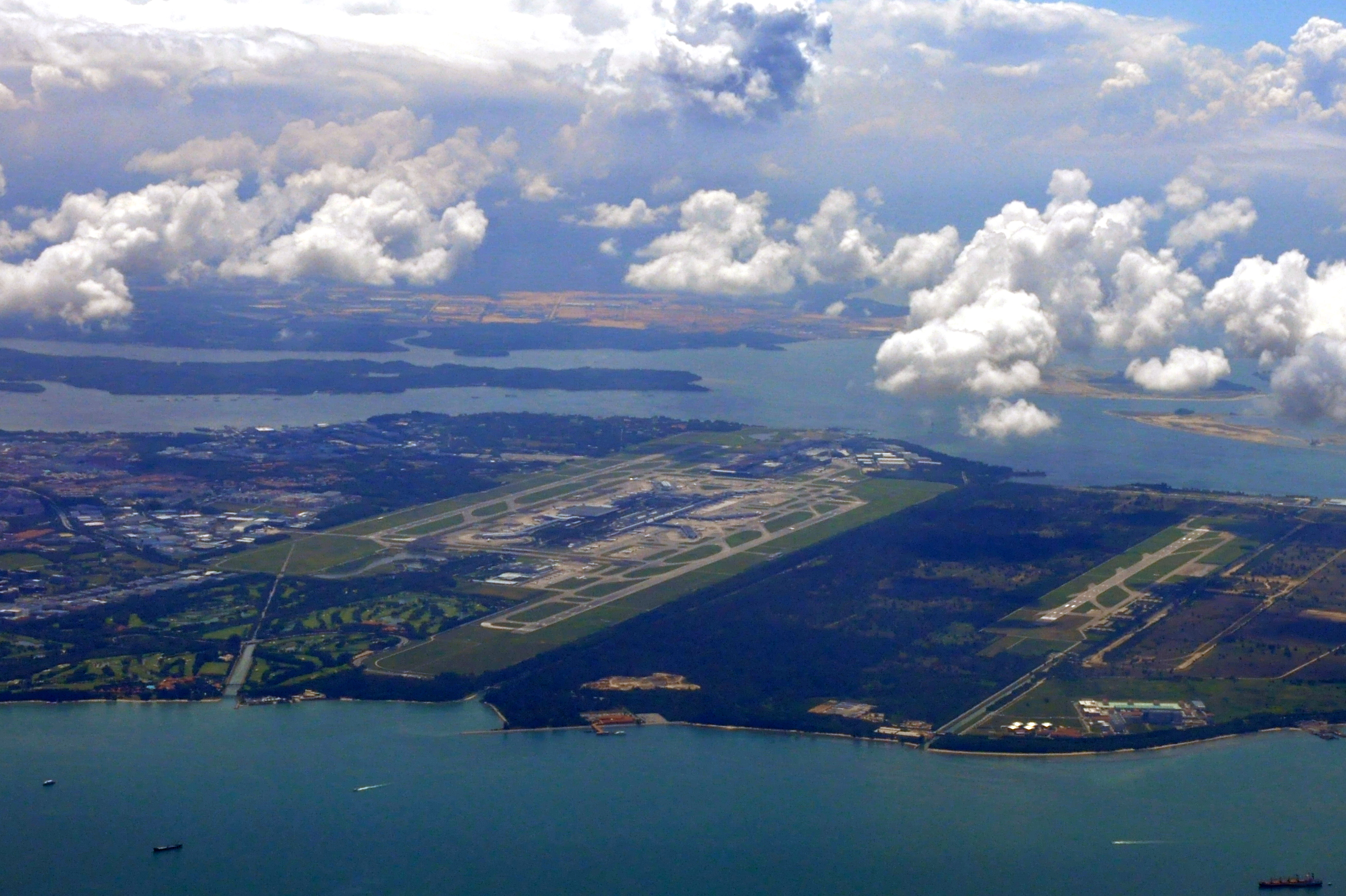
Letiště Changi

Singapurský přístav, jeden z nejvytíženějších na světě

Singapur patří mezi nejvyspělejší ekonomiky světa, je finančním, obchodním a dopravním centrem světového významu. Společně s Hongkongem, Tchaj-wanem a Jižní Koreou tvoří čtveřici takzvaných asijských tygrů. Ekonomika země je vysoce závislá na vývozu a zároveň je v ní uplatňována vysoká úloha státu, který vlastní zásadní podíly ve firmách tvořících asi až 60 % HDP, stát ale většinou není ve firmách zastoupen jako vlastník přímo, nýbrž prostřednictvím jiných entit, především investičních fondů.
Země se vyznačuje nízkou mírou nezaměstnanosti (kolem 2-3 %, v roce 2009 potom asi 2,2 %) a výjimečnou kvalitou života (výzkum od The Economist Inteligence Unit dokonce označil Singapur jako zemi s vůbec nejvyšší kvalitou života na planetě).
Singapur, i přes svoji vysokou ekonomickou vyspělost, vykazuje nebývale rychlé tempo růstu ekonomiky, které v roce 2006 činilo 7,9 % a v roce 2010 dokonce 14,7 %.
Singapur náleží mezi nejdůležitější dopravní uzly na planetě. Je druhým největším přístavem na světě. Letiště Changi potom slouží jako letecký uzel mezi Evropou, Asií a Austrálií. V Singapuru existuje také systém podzemní rychlodráhy. První linka byla otevřena v roce 1987, čímž se systém stal druhým nejstarším v jihovýchodní Asii. Síť se rychle rozrůstala, což byl výsledek snahy Singapuru o vybudování rozvinuté železniční sítě jako nosného systému městské hromadné dopravy. V roce 2019 systém přepravil denně 3,4 milionu cestujících. Metro má 187 stanic a délka sítě je 203 km se standardním rozchodem. MRT doplňuje síť regionální lehké železnice, anglicky Light Rapid Transit nebo LRT, která se napojuje na stanice metra.
Singapurská ekonomika se vyznačuje volným trhem, zároveň byla ohodnocena jako třetí nejméně zkorumpovaná na světě s nízkými daňovými sazbami (14,2 % hrubého domácího produktu). Singapur má třetí nejvyšší HDP na hlavu z hlediska parity kupní síly (PPP). Také singapurský poměr obchodu k HDP je jeden z nejvyšších na světě.
Velkou roli v oblasti singapurské ekonomiky hrají státní podniky. Státní investiční fond Temasek Holdings drží většinový podíl v mnoha velkých národních společnostech jako např. ST Engineering, Singapore Airlines, SingTel a MediaCorp. Singapurská ekonomika je významným finančníkem přímých zahraničních investic. Díky investičnímu a stabilnímu politickému prostředí Singapur těží z přílivu přímých zahraničních investic od světových institucí a investorů. Mezi hlavní singapurské banky patří The Development Bank of Singapore LTD (DBS), Oversea-Chinese Banking Corpn LTD (OCBC), United Overseas Bank LTD (UOB), Bank of Singapore LTD, Far Eastern Bank LTD.
Singapur můžeme chápat jako regionální centrum pro správu majetku. Hlavním zdrojem příjmu ekonomiky je vývoz zboží, převážně elektroniky a chemikálií, což umožňuje nákup přírodních zdrojů a surovin, které jsou vzácné, nebo Singapuru chybí. Jedná se například o vodu, která je zde definována jako vzácný zdroj.
Ekonomika Singapuru v roce 2014 získala druhé místo v žebříčku Scientific American Biotechnology. Singapur spoléhá na rozšířený koncept zprostředkovatelského obchodu k uzavření obchodu, a to nákupem surového zboží a jeho rafinací pro zpětný vývoz, například v oblasti rafinace ropy a výroby oplatek. Co se týče provádění těchto entrepotových aktivit, Singapur je mnohem konkurenceschopnější, než mnoho jeho sousedů, protože vlastní strategický přístav, který je druhý nejrušnější na světě. Aby se Singapuru podařilo zachovat mezinárodní postavení a ekonomickou prosperitu, přijal opatření na podporu inovací, podnikání a rekvalifikace.

## Historie singapurské ekonomiky

### Britská kolonizace
V roce 1819 Sir Stamford Raffles, britský státník, založil obchodní stanici na jižním cípu Malajského poloostrova, která se stala základem pozdějšího Singapuru. Díky britské nadvládě v době kolonialismu těžil Singapur i z britské ekonomiky. Začala se zde vytvářet finanční a obchodní střediska. Kolonizace se stala základem rozvoje kapitalismu a zároveň Singapur pozdvihla na druhé místo nejbohatších zemí v Asii.
V roce 1826 byl Singapur považován za hlavní město Průlivových osad, což byla území ovládaná britskou Východoindickou společností na Malajském poloostrově.

### Obchodní expanze
Díky nové cestovní trase získává Singapur nové ekonomické příležitosti. 17. listopadu 1869 dochází k otevření Suezského průplavu, který spojuje Středozemní a Rudé moře. Umožňuje zrychlení doby cestování, což vede ke zvýšení objemu obchodu. Pouze o rok později Singapur zaznamenal nárůst o 32 milionů dolarů.

### Nezávislost
V roce 1950 region zažil sociální nepokoje, které vzešly v rozhodnutí koloniálních mocností vzdát se určitého rozhodování. Probíhající rasové nepokoje přiměly koloniální správu k ustanovení nové místní vlády. Vzhledem k tomu, že většina nepokojů byla způsobena vysokou nezaměstnaností, byla k vyřešení tohoto problému nasměrována místní vláda. Organizací k vytváření pracovních míst se stala Správní rada pro hospodářský rozvoj.
V roce 1965, po získání nezávislosti na Malajsii, se Singapur potýkal s malým domácím trhem, vysokou mírou nezaměstnanosti a chudobou. 70 % singapurských domácností žilo v nevyhovujících podmínkách a třetina obyvatel žila ve slumech na okraji města. Nezaměstnanost dosáhla v průměru 14 %, HDP na obyvatele činil 516 amerických dolarů. Polovina populace byla negramotná.

### Rozmach a změna industrializace
Strukturální změny pohánějí ekonomiku.
- 1965-1973: Meziroční růst reálného HDP činí 12,7 %.[17]
- 1973-1979: Singapur zachvátily ropné krize, které zvýšily povědomí vlády o hospodářských otázkách. Vláda proto vytvořila nové fórum ekonomických změn. Také zdůraznila, že novou vlnou hospodářského zisku má být zaměření na technologie a vzdělávání.[18] Podařilo se jí minimalizovat inflaci a poskytnout pracovníkům patřičné mechanismy k udržení růstu. Zřídila Radu pro hospodářský rozvoj jako vedoucí orgán pro investiční úsilí a pro zvýšení atraktivity Singapuru pro zahraniční investice.[19]

V následujících letech se zvýšil příliv přímých investic. Do roku 2001 zahraniční společnosti představovaly 85 % vyrobeného vývozu a 75 % vyrobené produkce. Míra úspor a investic vzrostla jako jedna z nejvyšších na světě, naopak podíl mezd na HDP a spotřeba domácností klesly na jednu z nejnižších úrovní na světě.

### Růst sektoru služeb
Se snižujícím se tempem růstu země opět potřebovala diverzifikovat svou ekonomiku. V důsledku tohoto investičního úsilí se kapitálový fond Singapuru do roku 1992 zvýšil 33krát a dosáhl desetinásobného zvýšení poměru kapitálu a pracovní síly. Životní úroveň se neustále zvyšovala, přičemž více rodin přešlo od statusu s nižšími příjmy k zabezpečení se středními příjmy se zvýšenými příjmy domácností.
V roce 1987 Li Kuang-jao, „otec Singapuru“, tvrdil, že (na základě kritéria pro vlastní bydlení) 80 % Singapurců lze nyní považovat za příslušníky střední třídy. Za Leeho Singapuru byla nízká inflace i nezaměstnanost. Avšak na rozdíl od hospodářské politiky Řecka a zbytku Evropy, Singapur postupoval podle politiky záchranné sociální sítě. To vedlo k vyšší než průměrné míře úspor a dlouhodobě velmi udržitelné ekonomice. Bez zatěžujícího sociálního státu nebo jeho podoby, Singapur vyvinul velmi soběstačnou a kvalifikovanou pracovní sílu dobře zběhlou pro globální ekonomiku.
V devadesátých letech Singapur řešil otázku, jak obnoví svou ekonomiku. Vznik výkonných výrobních firem v jihovýchodní Asii v 90. letech minulého století zpochybňuje národ s tak malou pracovní silou a pozemkovými omezeními. Friedrich poznamenal, „jak by bylo nepravděpodobné expandovat nad současný 25% podíl ekonomiky“ pokud jde o výrobní firmy. Navzdory problémům ve výrobním sektoru Singapur vzkvétal v globálních financích, obchodování a byl průmyslovým centrem mezinárodního obchodu.
Ekonomická strategie Singapuru přinesla v letech 1960 až 1999 reálný růst v průměru 8,0 %. Od získání nezávislosti státu v roce 1965 nashromáždil singapurský HDP v průměru 9,5% nárůst. Ekonomika se po regionální finanční krizi zvýšila v roce 1999 pod vedením předsedy vlády Singapuru Goh Chok Tonga s tempem růstu 5,4 %, následovaným 9,9 % v roce 2000. Avšak hospodářské zpomalení ve Spojených státech, Japonsku a v Evropské unii, jakož i celosvětový propad elektroniky, snížily odhadovaný hospodářský růst v roce 2001 na záporná 2,0 %.
V následujícím roce ekonomika vzrostla o 2,2 % a v roce 2003, kdy byl Singapur zasažen epidemií SARS, o 1,1 %. Následně došlo v roce 2004 k zásadnímu obratu, který umožnil ekonomický  růst o 8,3 %. V roce 2005 činil hospodářský růst 6,4 %, v roce 2006 pak 7,9 %.
Bylo zřejmé, že Singapur bude vzhledem ke svému postavení centra finančních služeb rovněž bojovat s důsledky globální finanční krize. Někteří komentátoři trhu pochybovali o schopnosti ekonomiky vyrovnat se s dopady krize. Například, Kit Wej Čeng z Citi tvrdil, že Singapur zažije „nejtěžší recesi v dějinách Singapuru“. Ukázalo se, že na bývalého vládního učence se nemohl mýlit víc. Nakonec ekonomika vzrostla v roce 2009 o 3,1 % a v roce 2010 zaznamenala země růst o 15,2 %.
Od 8. června 2013 se míra nezaměstnanosti v Singapuru pohybuje okolo 1,9 % a ekonomika země vykazuje nižší tempo růstu, přičemž v jednotlivých čtvrtletích dosahuje 1,8 % – oproti 14,8 % v roce 2010. V letech 2015 a 2016 došlo k poklesu, když se růst HDP snížil na pouhá 2 procenta. Přestože se růst snižuje, národ ještě nevykázal záporné tempo růstu, které je pozitivním znamením. Nezaměstnanost a inflace se rovněž snížily.
Od roku 2017 HDP Singapuru činí 323,907 miliardy dolarů. Byl předpoklad, že v roce 2019 dojde v Singapuru k hospodářskému zpomalení a růst HDP zpomalí z 3,1 % na 1,9 % a to kvůli zvýšení cel ze Spojených států a Číny v roce 2018.

### Covid-19
Během pandemie covidu-19 Ministerstvo obchodu a průmyslu uvedlo, že ekonomika v roce 2020 klesne o 1–4 %. Ekonomika během prvního čtvrtletí roku 2020 klesla o 2,2 % oproti stejnému čtvrtletí v roce 2019.
26. května 2020 Ministerstvo sdělilo, že reviduje svá očekávání, že ekonomika klesne o 4–7 %.
Wei Zheng Kit, bývalý vládní učenec, naopak čekal v roce 2020 expanzi ekonomiky. Pouze o měsíc později však byl nucen udělat obrat a změnil svou prognózu na −8,5 %. V důsledku ekonomického tlaku společnost Moody’s (americká společnost poskytující finanční služby) změnila ohodnocení bankovního sektoru Singapuru ze „stabilního“ výhledu na „negativní“.
Kvůli omezení pracovních míst pro zahraniční pracovníky se objevily obavy, že by mohlo dojít ke zpoždění stavebních prací až o půl roku. Politik Chee Hong Tat oznámil, že v dubnu 2020 ukončilo činnost přibližně 3800 společností, tedy jen o trochu více než průměrných 3700 společností za duben během posledních pěti let. Varoval však, že se situace nejspíše ještě zhorší. Navzdory pouze nízkému nárůstu společností s ukončenou činností se oproti dubnu 2015 snížil o třetinu počet společností, které činnost zahájily.

## Ekonomické sektory
Aby si vláda i přes stále rostoucí mzdy udržela svou konkurenční pozici, usiluje o propagaci činností s vyšší přidanou hodnotou v sektorech výroby a služeb. Také otevírá zahraničím dodavatelům sektory finančních služeb, telekomunikací a výroby energie a maloobchodu. Vláda se rovněž pokusila o některá opatření jako regulaci růstu mezd. Stát se také zbavuje nevyužívaných budov, ve snaze kontrolovat rostoucí obchodní nájemné s cílem snížit náklady na podnikání v Singapuru.  

### Bankovnictví
Singapurské banky jsou známy svou nabídkou špičkových podnikových bankovních účtů, čímž je město považované za jedno ze světových finančních center. Podle studie Global Financial Centres Index (GFCI) 2020 se Singapur umístil jako šesté nejvíce konkurenceschopné finanční centrum na světe (vedle měst jako New York, Šanghaj, Londýn, Tokio, Hongkong, Peking, San Francisco, Šen-čen a Curych v 10 nejlepších) a čtvrté v Asii (po Šanghaji, Tokiu a Hongkongu). Patří sem různé měny, internetové bankovnictví, telefonní bankovnictví, běžné účty, spořicí účty, debetní a kreditní karty, termínované vklady a služby správy majetku. Podle Human Rights Watch je Singapur kvůli své roli finančního centra pro tento region, neustále kritizován za údajné hostování bankovních účtů, které obsahují špinavě získané zisky zkorumpovaných vůdců a jejich spolupracovníků. To zahrnuje například miliardy dolarů výnosů z myanmarského státního plynu skrytých před státními účty. Singapur přilákal aktiva dříve držená ve švýcarských bankách z několika důvodů, včetně nových daní uvalených na švýcarské účty a oslabení švýcarského bankovního tajemství. Credit Suisse, druhá největší švýcarská banka, přesunula v roce 2005 vedoucího mezinárodního soukromého bankovnictví do Singapuru.

### Biotechnologie
Singapur se snaží co nejvíce podporovat a rozvíjet svůj biotechnologický průmysl. Do tohoto sektoru stát investoval stovky milionů dolarů na vybudování infrastruktury, financování výzkumu a vývoje a na nábor špičkových mezinárodních vědců do Singapuru. Několik předních výrobců léčiv založilo své závody právě v Singapuru – např. GlaxoSmithKline (GSK), Pfizer a Merck & Co. V roce 2006 společnost GSK investovala 300 milionů singapurských dolarů do vybudování dalšího závodu na výrobu pediatrických vakcín, což bylo první takové zařízení v Asii. Farmaceutika nyní tvoří více než 8 % průmyslové výroby v zemi.

### Energie a infrastruktura
Singapur je nákladovým střediskem a předním centrem obchodování s ropou v Asii. Ropný průmysl tvoří 5 % HDP Singapuru a země je jedním ze tří největších exportních rafinérských center na světě. V roce 2007 vyvezl 68,1 milion tun ropy. Ropný průmysl přispěl jak k podpoře chemického průmyslu, tak i k výrobě ropných a plynových zařízení. Singapur má 70 % světového trhu jak pro zvedací soupravy, tak pro přeměnu vykládacích jednotek Floating Production Storage. Ovládá také 20 % světového trhu s opravami lodí. V roce 2015 zaměstnal námořní a pobřežní průmysl téměř 79 000 pracovníků.

### Nemovitosti
Singapurská vláda vlastní 90 % pozemků v zemi a také bydlení, ve kterém žije 80 % obyvatelstva.

### Cestovní ruch
Cestovní ruch hraje důležitou roli v ekonomice Singapuru. Singapur se řadí mezi nejnavštěvovanější města na světě. V roce 2019 navštívilo zemi přibližně 19,1 milionů turistů.

## Obchod, investice a podpora

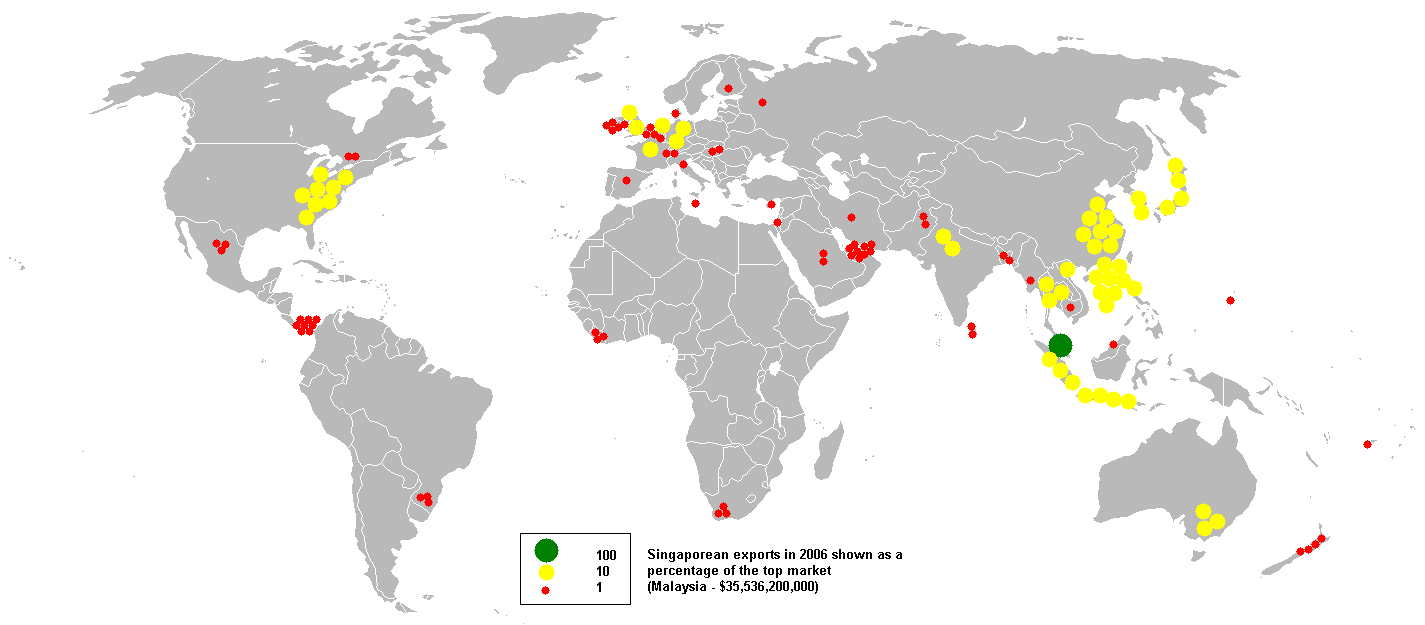
Export Singapuru z roku 2006

V roce 2014 činila celková částka obchodu v Singapuru 982 miliard singapurských dolarů. I přes svou malou rozlohu je Singapur v současnosti patnáctým největším obchodním partnerem Spojených států. V roce 2014 činil dovoz Singapuru celkem 464 miliard USD a vývoz 519 miliard USD. Malajsie byla hlavním zdrojem importu ze Singapuru a zároveň největším exportním trhem, který absorboval 18 % singapurského exportu, přičemž USA byly těsně za nimi. Stojí však za zmínku, že i pokud potraviny nesplňují normy bezpečnosti, někteří dodavatelé zeleniny z Malajsie se je snaží i tak propašovat do země.
Malajsie je největším obchodním partnerem Singapuru. Dvoustranný obchod těchto dvou zemí dosáhl v roce 2012 zhruba 91 miliard USD, což představuje více než pětinu celkového obchodu v rámci ASEAN. Singapurský obchod s hlavními obchodními partnery, jako jsou Malajsie, Čína, Indonésie a Jižní Korea, se v roce 2012 zvýšil, zatímco obchod s EU, USA, Hongkongem a Japonskem se v roce 2012 snížil. Od roku 2009 hodnota vývozu přesahuje dovoz pro singapurský obchod s Čínou. Ve srovnání s tím hodnota dovozu přesahuje vývoz Singapuru s USA od roku 2006.
Reexport v roce 2000 představoval 43 % celkového prodeje Singapuru do ostatních zemí. Hlavním vyváženým zbožím Singapuru jsou elektronické součástky, rafinovaná ropa, zlato, počítače a balené léky. Mezi hlavní dovážené zboží Singapuru patří elektronické součástky, rafinovaná ropa, surová ropa, zlato a počítače.
Obchod v Singapuru profitoval z rozsáhlé sítě obchodních dohod, které Singapur schválil. Podle společnosti Healy Consultants má Singapur volný obchodní přístup k celé síti ASEAN, přičemž dovozní clo je sníženo při jednání s Indonésií, Malajsií, Filipínami, Thajskem, Brunejí, Myanmarem, Kambodžou, Laosem a Vietnamem.
Rada pro ekonomický rozvoj (EDB) v Singapuru nadále ve velkém meřítku získává pro zemi investiční fondy, a to i přes relativně nákladné provozní prostředí města. USA jsou předním zahraničním investorem. V roce 2000 to prokázalo příjmem 40 % nových závazků v zpracovatelském sektoru. Od roku 1999 dosáhly hromadící se investice amerických společností v Singapuru do výroby a služeb přibližně 20 miliard USD. Převážná část amerických investic putuje do výroby elektroniky, rafinace a skladování ropy, a chemického průmyslu. V zemi působí více než 1 500 amerických firem.
Singapurská bezkorupční vláda, kvalifikovaná pracovní síla, vyspělá a efektivní infrastruktura přilákává investice od více než 3 000 nadnárodních korporací ze Spojených států, Japonska a Evropy. Zahraniční firmy zde najdeme téměř ve všech odvětvích ekonomiky. Nadnárodní korporace tvoří více než dvě třetiny výroby a prodeje přímého vývozu. I přes tento fakt v některých odvětvích služeb nadále dominují vládní korporace.
Vláda rovněž vyzvala firmy, aby investovaly mimo Singapur, přičemž celkové přímé investice země do zahraničí dosáhly do konce roku 1998 39 miliard USD. Největším cílem byla Čínská lidová republika, která představovala 14 % celkových zahraničních investic, následovaná Malajsií (10 %), Hongkongem (9 %), Indonésií (8 %) a USA (4 %). Rychle rostoucí ekonomika Indie, zejména odvětví špičkových technologií, se pro Singapur pomalu stává rostoucím zdrojem zahraničních investic. USA neposkytují Singapuru žádnou dvoustrannou pomoc. V posledních letech se to Spojené státy snaží napravit podepsáním dohody o volném obchodě mezi USA a Singapurem. Singapurská daň z příjmu právnických osob je 17 %.

## Pracovní síla v Singapuru
V roce 2000 zaměstnával Singapur přibližně 2,2 milionu zaměstnanců. Vzhledem k omezenému přístupu k přírodním zdrojům byl Singapur nucen investovat do svých obyvatel. Země má obyvatelstvo s nejlepší znalostí angličtiny v Asii, což z ní činí atraktivní místo pro nadnárodní korporace. Singapur se za poslední desetiletí velmi změnil od své původní podoby. V 70. letech podle Tilaka Abeysingheho „2,4 procenta pracovní síly tvořili držitelé diplomů“. Do roku 1990 se počet zvýšil pouze na 6,3 %. V roce 2013 se počet pracovních sil s vysokoškolským vzděláním zvýšil na 31 %. Směrnice národů týkající se vysoce kvalifikovaných pracovních míst podporovala v regionu růst i vzdělání. Národní odborový kongres – The National Trades Union Congress (NTUC), jediná odborová federace, která má symbiotický vztah s vládnoucí stranou, zastupuje téměř 99 % celkové organizované práce. Vládní politika a proaktivita spíše než pracovní legislativa řídí obecné záležitosti práce a odborů.
Zákon o zaměstnanosti nabízí úředníkům malou ochranu z důvodu hranice příjmů. Průmyslový arbitrážní soud řeší spory o správu práce, které nelze neformálně vyřešit prostřednictvím Ministerstva práce. Singapurská vláda zdůrazňuje důležitost spolupráce mezi odbory, managementem a vládou (tripartita), jakož i včasné řešení sporů. Za posledních 15 let došlo pouze k jedné stávce.
Singapur si dlouhá léta udržovala téměř nulovou nezaměstnanost. Avšak ke konci roku 2001, kdy došlo k ekonomickému propadu, se míra nezaměstnanosti zvýšila z 2,4 % na 4,0 %. Nezaměstnanost od té doby poklesla a od roku 2012 dosahuje míra nezaměstnanosti přibližně 1,9 %.
I přes svůj postoj proti podpoře z nezaměstnanosti a režimům minimálních mezd, singapurská vláda v roce 2007 zavedla systém doplňků pracovních dávek – Workfare Income Supplement (WIS), který doplňuje mzdy nízko kvalifikovaných pracovníků. V roce 2011 byl zaveden speciální úvěr pro zaměstnání - Special Employment Credit (SEC), s cílem podpořit zaměstnavatele při přijímání starších singapurských pracovníků. Poprvé byl vylepšen v roce 2012, aby poskytoval zaměstnavatelům podporu při přijímání starších singapurských pracovníků a osob se zdravotním postižením – Singaporean workers and Persons with Disabilities (PWDs). Tyto nástroje pomohly zaměstnavatelům vyrovnat se s náklady spojenými se zvýšením sazeb příspěvků do Centrálního penzijního fondu (CPF) pro starší pracovníky. Pětiletý program SEC – speciální úvěr pro zaměstnání byl prodloužen na další 3 roky, a to až do roku 2019. Účelem bylo povzbuzení zaměstnavatelů k dobrovolnému znovuzaměstnávání starších pracovníků ve věku nad 65 let.
Singapurská vláda a Národní odborový kongres (NTUC) vyzkoušely řadu programů ke zvýšení zaostávající produktivity a zvýšení míry účasti žen a starších pracovníků na pracovní síle. Nadále přetrvává nedostatek pracovních sil v sektoru služeb a mnoha pozicích s nízkou kvalifikací jako např. stavebnictví a elektronický průmysl. Zahraniční pracovníci tento nedostatek napravují. V roce 2000 pracovalo v Singapuru asi 600 000 zahraničních pracovníků, což představovalo 27 % celkové pracovní síly. V důsledku toho jsou mzdy u všech pracovníků buďto potlačeny nebo se vůbec nezvyšují. V roce 2012 oznámilo ministerstvo obchodu a průmyslu –  Ministry of Trade and Industry (MTI), že by Singapur měl i nadále dolaďovat kalibraci svého přílivu cizinců, protože země stále čelí stárnutí populace a snižování pracovní síly. Singapurský parlament přijal doporučení Výboru pro hospodářské strategie (HSR) týkající se optimálního poměru úrovně imigrace a pracovní síly v zahraničí pro pracovníky s vysokou a nízkou kvalifikací. Vláda uznává, že současná celková zahraniční pracovní síla by měla doplňovat místní pracovní sílu a nenahrazovat koncept singapurského jádra, čímž značně pomáhá společnostem při zvyšování produktivity prostřednictvím restrukturalizace podniků a rekvalifikace pracovních sil – neboli chce zvýšit míru účasti místních pracovních sil.

## Státní podnikání a investice
Veřejný sektor je využíván jako investor i jako katalyzátor hospodářského rozvoje a inovací. Vláda Singapuru vlastní dva státní investiční fondy, které se používají ke správě státních rezerv - Temasek Holdings a GIC Private Limited. Původně byla úloha státu orientována spíše na řízení průmyslových odvětví pro hospodářský rozvoj, ale v posledních desetiletích se cíle singapurských státních investičních fondů přesunuly na komerční základ.
Vládní korporace hrají v domácí ekonomice Singapuru podstatnou roli. V listopadu 2011 představovalo šest největších singapurských globálních bank (GLC) asi 17 procent celkové kapitalizace singapurské burzy (SGX). Tyto plně a částečně státem vlastněné podniky fungují na komerčním základě a neposkytuje se jim žádná konkurenční výhoda oproti podnikům v soukromém vlastnictví.
Státní vlastnictví je významné ve strategických hospodářských odvětvích, včetně telekomunikací, obrany, médií, přístavů, letištních operací, jakož i bankovnictví, infrastruktury, lodní dopravy, leteckých společností, veřejné dopravy a nemovitostí. Od roku 2014 Temasek drží v Singapuru aktiva v hodnotě 69 miliard dolarů, což představuje 7 % celkové kapitalizace společností kótovaných na burze v Singapuru. V roce 2017 farmaceutický gigant GSK přesunul své asijské ústředí do Singapuru.

## Chudoba a ekonomická nerovnost
Singapur má jedno z nejvyšších HDP na obyvatele na světě. Podle Gini koeficientu má Singapur vysokou hodnotu ve srovnání s vyspělými zeměmi. Statistiky ohledně příjmových nerovností jsou zveřejňovány Singapurskou státní správou „Department of Statistics“.
V říjnu roku 2018 zařadila konfederace Oxfam Singapur mezi 10 nejhorších států, které se „nezabývají nerovností“, podle „Comitment to Reducing Inequality“ indexu. Oxfram řadí země na základě toho, jak se země snaží snížit ekonomickou nerovnost. Oxfam obvinil Singapur z praktik, které podporovaly nezdravé daňové machinace, nemají stanovenou minimální mzdu a vykazují minimální snahy v oblasti pracovních práv. Singapurská vláda odpověděla na tato tvrzení tím, že je důležité se podívat na skutečné aspekty výsledků, jako jsou vysoké procento lidí, které má v soukromém vlastnictví domy, zdraví, vzdělání a zaměstnanost, než na veřejné výdaje nebo daňové sazby. Také vláda zmínila, že zpráva od Oxfam předpokládala, že vysoké daně a velké veřejné výdaje odrážejí závazek boje proti nerovnosti.
Vláda poskytuje sociální podporu prostřednictvím různých programů sociální pomoci. Například program ComCare, který řídí ministerstvo sociálního a rodinného rozvoje. Program pomáhá rodinám s nízkými příjmy, na podporu dětí nebo podle finanční potřeby. Rada pro rozvoj společenství také poskytuje pomoc v rámci jejich krajů. Ministerstvo pracovní síly vede program Silver Support Scheme, který finančně podporuje starší osoby s nízkým příjmem, které jsou bez podpory rodiny. Také ministerstvo zdravotnictví provozuje MediFund na pomoc rodinám, které mají potíže s placením účtů za lékařskou péči. Dále Národní rada sociálních služeb koordinuje přes 450 nevládních dobrovolných organizací, které poskytují sociální služby a získávají prostředky díky Singapurské komunitní pokladně.
Lidé s nízkými příjmy dnes dostávají víc než dva a půl krát veřejných dotací, než bylo poskytováno před deseti lety.

## Veřejné finance
Vládní výdaje v Singapuru vzrostly od počátku globální hospodářské krize roku 2008, přibližně z 15 % HPD, na 17 % v roce 2012. Celkové výdaje vyjádřené v procentech HDP, patří k nejnižším v mezinárodním měřítku a vytvářejí tak konkurenční daňový režim. Podle ústavy je Singapur povinen udržovat stabilní rozpočet během každého funkčního období. Singapurský státní dluh je vydáván pro investiční účely, nikoli pro financování výdajů.
Daně z příjmů fyzických osob v Singapuru se pohybují od 0 % do 22 % u příjmů nad 300 000 $ ročně. V Singapuru neexistuje zdanění kapitálových zisků nebo dědické daně. Singapurská sazba daně z příjmu právnických osob je 17 %. Singapur má jednostupňový systém daní z příjmů právnických osob. To znamená, že například akcionáři nemají dvojí zdanění.
1. dubna 1994 se v Singapuru zavedla daň ze zboží a služeb (GTS) s počáteční sazbou 3 %, čímž se zvýšily vládní příjmy o 1,6 miliardy amerických dolarů a zajistily se tím tak vládní finance. GTS se poté v roce 2007 zvýšil na 7 % a zůstalo tomu tak dodnes.
Singapurská vláda vede dvě investiční společnosti GIC Private Limited a Temasek Holdings, které spravují rezervy Singapuru. Obě společnosti fungují nezávisle na singapurské vládě, nicméně předseda vlády Lee Hsien Loong a jeho žena Ho Ching jsou předsedové a výkonnými řediteli těchto společností. Zatímco CIG Private Limited investuje v zahraničí, Temasek drží 31 % svého portfolia v Singapuru, kde vlastní většinový podíl v několika národních společnostech jako jsou Singapore Airlines, SingTel, ST Engineering a Media Corporation. Od roku 2014 má společnost Temasek jmění v hodnotě 69 miliard amerických dolarů v Singapuru, což představuje 7 % z celkové kapitalizace společností kótované na Singapuru.
Singapur je oblíbená destinace pro bohaté z důvodu nízké sazby daně z příjmu fyzických osob. Mají úplné osvobození od daní z příjmů, které pochází mimo Singapur. Také existuje šedesátdevět smluv o zamezení dvojího zdanění, které zmenšují srážkovou daň a daň z kapitálových výnosů. Známé osobnosti, které se usadili v Singapuru jsou například spoluzakladatel Facebooku Eduardo Saverin a vlastník hongkongských restaurací Haidilao Zhang Yong.

## Měnová politika
V Singapuru sídlí centrální banka a finanční regulační úřad Monetary Authority of Singapore (MAS). Současným předsedou je Tharman Shanmugaratnam. Monetary Authority of Singapore spravuje různé ustanovení ohledně peněz, bankovnictví, pojišťovnictví, cenných papírů a finančního sektoru obecně, jakož i vydávání měn. Také podporuje měnovou stabilitu a úvěrové a směnné politiky vedoucí k růstu ekonomiky. Oproti ostatním bankám (například Evropská centrální banka, Bank of England), MAS nereguluje peněžní systém prostřednictvím úrokových sazeb, aby ovlivnil tok v systému. Místo toho, ovlivňuje prostřednictvím zahraničního devizového mechanismu, který provozuje od roku 1981. Tímto způsobem spravuje singapurský dolar, oproti řadě měn, které nezveřejňují nominální efektivní kurz singapurského dolaru (S$ NEER). Provádí to intervencí na trhu singapurského dolaru i v dalších operacích na peněžním trhu. Úřad Monetary Authority of Singapore hodnotí své kroky v cyklu každých 6 měsíců. Nicméně MAS může změnit datum svého zasedání, který probíhá dvakrát ročně, například z důvodu pandemie covidu-19.

## Majetková politika
Od prosince roku 2011 vláda zavedla kupní daň Additional Buyer Stamp Duty. Daň se netýká občanů Singapuru, kteří si kupují svoji první nemovitost. Za svůj druhý majetek musí zaplatit 15 % hodnoty nemovitosti jako kupní daň z nemovitosti. U cizinců je sazba 20 % ABSD, i když se jedná o jejich první nemovitost. V roce 2018 MAS zvýšila daň ABSD a zpřísnila pravidla pro úvěry na bydlení tím, že omezila dobu úvěru a snížila poměr půjčky k hodnotě nemovitosti.

## Fúze a akvizice
Od roku 1985 bylo v Singapuru dosud provedeno 16 156 fúzí a akvizic s celkovou hodnotou 850 miliard amerických dolarů. V roce 2017 bylo uskutečněno přes 927 transakcí v celkové hodnotě 78 miliard amerických dolarů. Prosinec má nejvyšší frekvenci transakcí.

## Fakta a čísla
- Procento ekonomického růstu: 0,7 % narůst (2020)[95]

- Tempo růstu průmyslové výroby: 10,1 % nárůst (2020)[96]

- Elektřina – výroba podle zdroje: fosilní paliva: 95 % (2016)[97], 5 % produkuje uhlí, olej, komunální odpad a solární energie.

- Spotřeba elektrické energie: 51.7 TWh (2019)[98]

- Elektřina – vývoz: 87.7 Mtoe (2019)[99]

- Elektřina – dovoz: 164.7 Mtoe (2019)[99]
- Zemědělství – produkty: zelenina; drůbež, vejce; ryby, okrasné ryby, orchideje[100]

- Měna: 1 singapurský dolar = 16,53 česká koruna (CZK) = 0,74 americký dolar (US $)[101]